# Peter Nielsen
Peter Nielsen (ur. 3 marca 1968 w Kopenhadze) – duński piłkarz występujący na pozycji pomocnika, obecnie trener.

## Kariera piłkarska
Zaczynał karierę w trzecioligowym Fremad Amager, potem grał jeszcze w Lyngby BK, Borussii Mönchengladbach i FC København, gdzie w 2003 roku zakończył przygodę z piłką.
Jego dużymi sukcesami było zdobycie dwóch Pucharów Danii (1990, 1997), trzech mistrzostw (1992, 2001, 2003) Superligaen z Lyngby i Kopenhagą. Największym osiągnięciem było jednak wywalczenie mistrzostwa Starego Kontynentu na EURO 1992 z reprezentacją Danii. Nie zagrał na imprezie ani jednej minuty, jednak swój medal odebrał. W sumie reprezentował swój kraj dziesięciokrotnie, strzelił jedną bramkę.

## Kariera trenerska
W 2005 powrócił do futbolu i rozpoczął pracę jako asystent trenera w Boldklubben af 1893. Później sprawował takie samo stanowisko w pochodzącym z tego samego miasta KB. Od 1 stycznia 2006 do 26 maja 2008 roku pełnił funkcję asystenta trenera FC København, Ståle Solbakkena.